# マルボロ (ニュージャージー州)
マルボロ（Marlboro）は、アメリカ合衆国ニュージャージー州のモンマス郡にある町（タウンシップ）。
人口は4万1502人（2020年）。ニューヨーク都市圏のベッドタウンである。鉄道駅はないがニュージャージー・トランジットの路線バスがあり、マンハッタンのポート・オーソリティ・バスターミナル行きの便がある。マルボロの「マル」は泥灰土のことである。

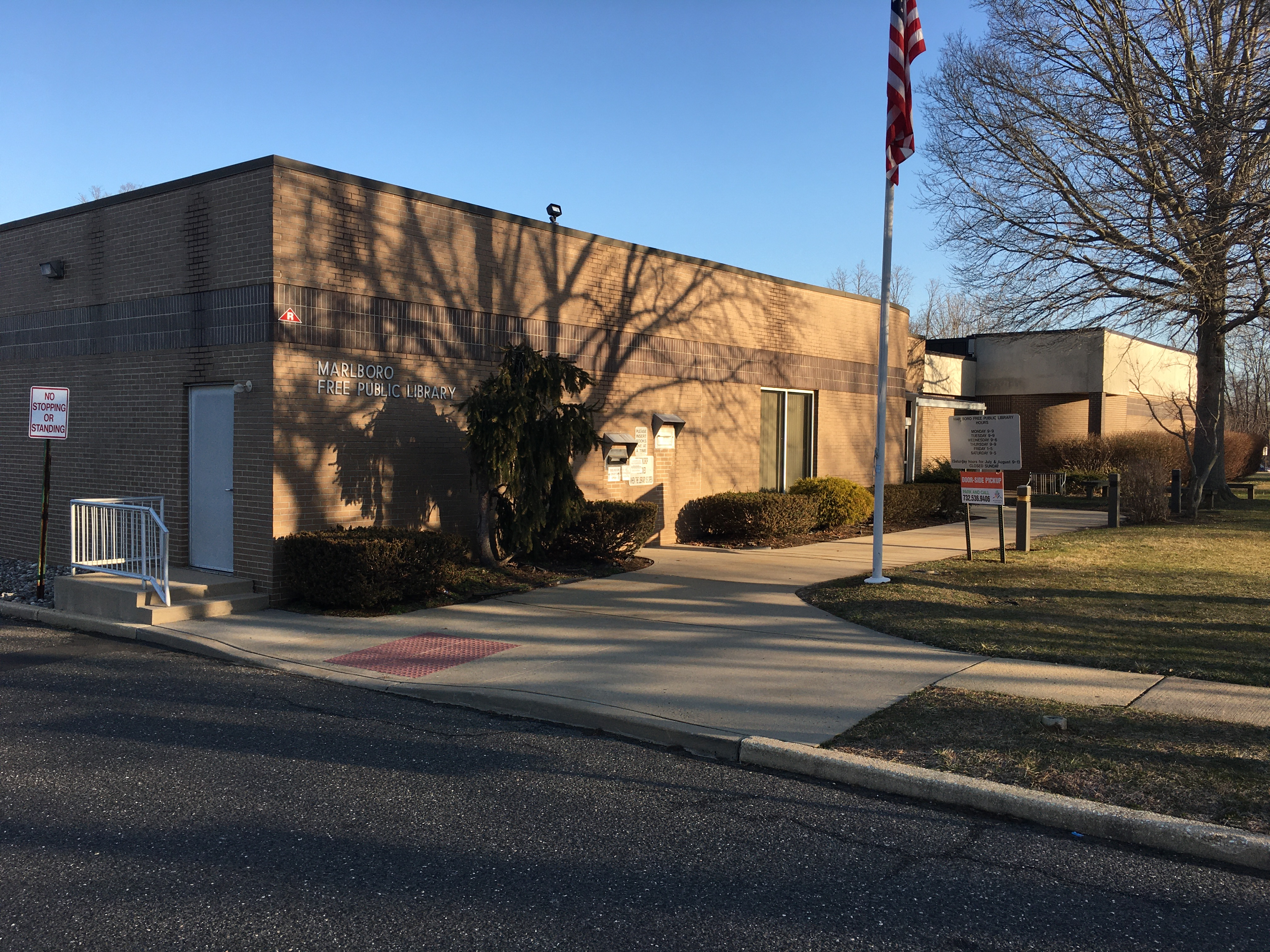
マルボロ図書館

富山県南砺市の姉妹都市である。